# Remigia vitiensis
Remigia vitiensis là một loài bướm đêm trong họ Erebidae.